# Spiraea teretiuscula
Spiraea teretiuscula är en rosväxtart som beskrevs av C. K. Schneider. Spiraea teretiuscula ingår i släktet spireor, och familjen rosväxter. Inga underarter finns listade i Catalogue of Life.